# Barleria arabica
Barleria arabica là một loài thực vật có hoa trong họ Ô rô. Loài này được Bél. ex Nees mô tả khoa học đầu tiên năm 1847.